# Protéine végétale texturée

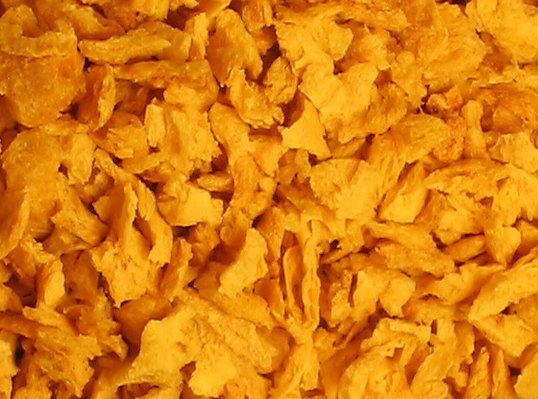
Flocons de PVT.

La protéine végétale texturée ou texturisée (PVT), appelée aussi protéine de soja texturée (PST), ou encore TVP (de l'anglais Textured Vegetable Protein) est une protéine alimentaire fabriquée à partir de farine de soja déshuilée, par ailleurs également un sous-produit de l'extraction de l'huile de soja.
Elle est souvent utilisée comme succédané de viande ou un « meat extender » qui se substitue de façon partielle à la chair de viande dans les burgers, les boulettes de viande, les légumes farcis, les nuggets de poulet, certaines sauces ou dans les plats cuisinés (raviolis, nems, chili sin carne). Sa consistance est proche de celle de la viande de bœuf hachée.
Limitée initialement aux protéines issues du soja, l’offre en protéines végétales texturées s’est élargie avec la mise au point des protéines de pois, de coton, d'avoine ou de blé texturées.

## Procédé de fabrication

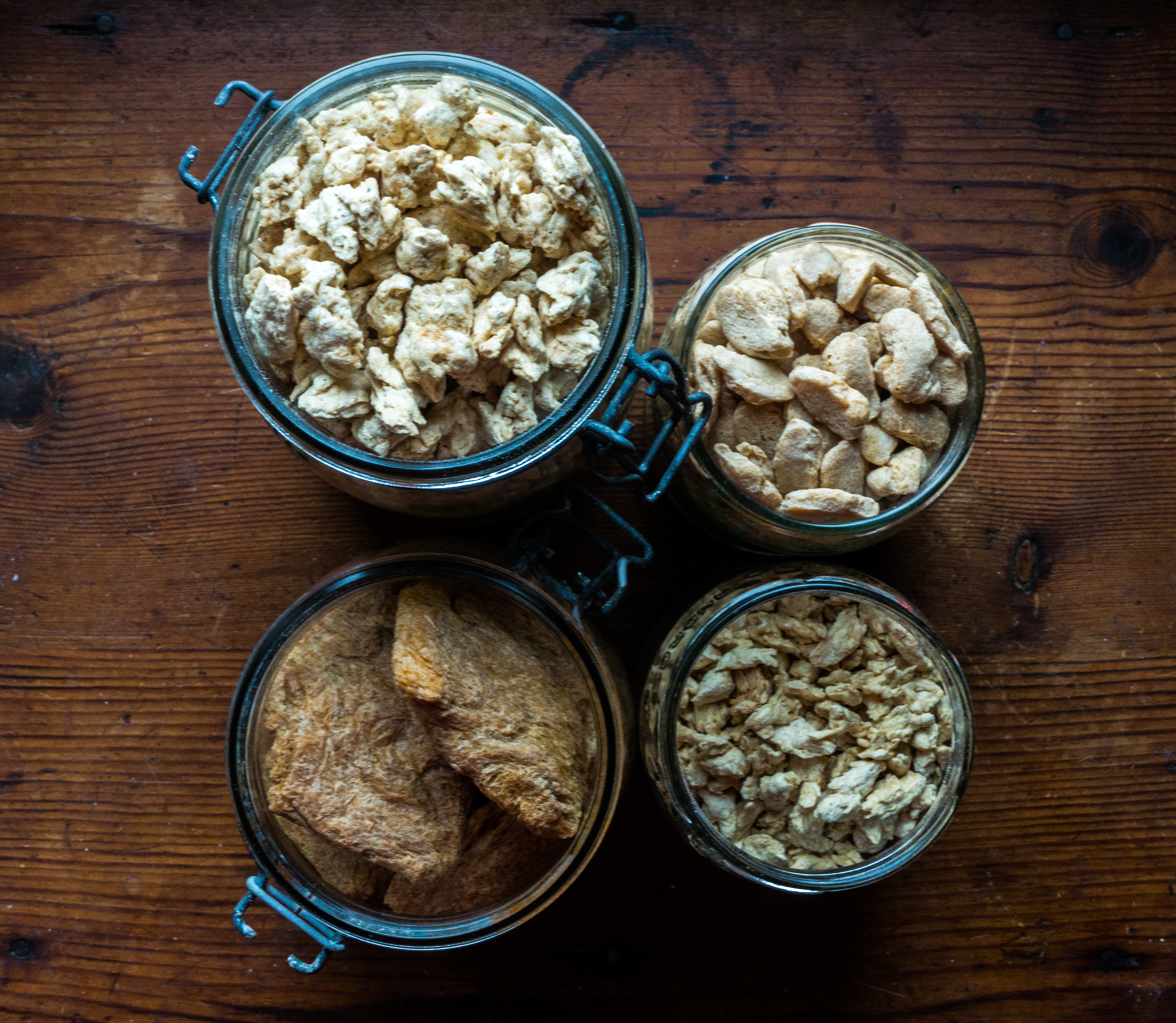
Protéines de soja texturées de différentes formes pour différentes utilisations (hachés, escalopes, brochettes, ...)

Les protéines texturées sont obtenues par extrusion des graines (soja, pois, coton, etc.) déshuilées à froid.
Les protéines de soja sont produites en extrayant la globuline de la farine ou des flocons de soja dégraissés. La protéine peut être extraite par différents traitements: lessivage de la farine dégraissée cuite sous pression soit par un solvant alcoolique, soit par une solution aqueuse de pH 3.5 à 5 correspondant à la zone d'insolubilité maximale des protéines, par de l'eau froide ou par de l'eau chaude.

## Propriétés
Valeurs nutritionnelles :
| 100 g de protéines de soja texturées apportent |         |
| Protéines                                      | 50 g    |
| Glucides                                       | 9 g     |
| Lipides                                        | 7 g     |
| Calcium                                        | 340 mg  |
| Fer                                            | 8 mg    |
| Magnésium                                      | 347 mg  |
| Phosphore                                      | 700 mg  |
| Potassium                                      | 2200 mg |
| Sodium                                         | 15 mg   |
| Zinc                                           | 5.5 mg  |
| Niacine                                        | 3 mg    |

## Utilisation
Les protéines texturées peuvent s’utiliser en remplacement de la viande hachée dans toutes les recettes. Il faut au préalable les réhydrater quelques minutes dans l’eau bouillante pour les attendrir. Après réhydratation et égouttage, il est possible de faire revenir les protéines dans un peu d’huile avant de les utiliser dans une recette basée sur les protéines végétales.